# 尚昌
尚 昌（しょう しょう、1888年（明治21年）9月17日 - 1923年（大正12年）6月19日）は、日本の華族、宮内官。爵位は侯爵。貴族院侯爵議員。第二尚氏第21代当主。

## 生涯
1888年（明治21年）9月11日、尚典の長男として首里で誕生。1896年（明治29年）に上京し、学習院初等科に入学する。1909年（明治42年）に旧制学習院高等科を中退し、1911年（明治44年）に父の薦めでオックスフォード大学に留学した。随行員として沖縄県出身の大蔵官僚である神山政良を伴う。
1915年（大正4年）に帰国し、宮内省式部官となる。1918年（大正7年）9月18日に長男誕生。東恩納寛惇に名前（尚裕）をつけてもらっている。
1920年（大正9年）10月20日、父・尚典の薨去に伴い侯爵を襲爵し、同日、貴族院侯爵議員に就任した。
1923年（大正12年）6月、中国旅行中に盲腸炎を発症し、東京で死去した。
墓は東京都台東区上野にある。

## 栄典
- 1908年（明治41年）9月30日 - 従五位[6]
- 1914年（大正3年）10月20日 - 正五位[7]
- 1921年（大正10年）11月1日 - 従四位[8]
- 1923年（大正12年）6月19日 - 正四位[9][10]

## 家族
- 祖父：尚泰（最後の琉球国王）
- 父：尚典（侯爵）[1]
- 母：祥子
- 妻：百子（1896年（明治29年）1月3日 - 1950年（昭和25年）2月11日） - 小笠原忠忱の次女
  - 長女：文子 - 元・彦根市長井伊直愛に嫁ぐ[11]
  - 長男：裕
  - 次女：清子 - 伯爵酒井忠博（酒井忠克の長男）に嫁ぐ